# Aeroportul Manda
Aeroportul Manda (IATA: LAU, ICAO: HKLU) este un aeroport din Manda Island⁠(d), Lamu County⁠(d), Kenya ce deservește zona Lamu. A fost deschis în 1930.
Situat la o altitudine de 6 m, aeroportul dispune de o singură pistă. Este operat de Kenya Airports Authority⁠(d).